# PAPERMOON (アーティスト)
PAPERMOON（ペーパームーン）は、日本の男女5人音楽グループ。ヴァイオリン2人、ボーカル3人の5人で構成されている。
聴き馴染みのあるクラシック曲から歌謡曲までを大胆にアレンジし、『エキセントリック・ネオ・クラシック』という新しいジャンルを生み出した。目で聴く音楽・極上の大人のためのエンターテインメントを提供している。

## メンバー

### ヴァイオリン
- 山内達哉
- fumiko

### ボーカル
- SHUN
- HIROKI
- Mr.Tanaka

## 主な活動
- 全国各地のホール文化事業でのコンサートから、学校訪問、施設訪問、ディナーショーなど
- 2016年6月18日 スクエア荏原ひらつかホール公演
- 2016年11月8日 新宿FACE公演
- 2016年11月9日放送 BS朝日「日本の名曲 人生、歌がある」出演（演奏曲：愛燦燦）